# Paisley Park Studios

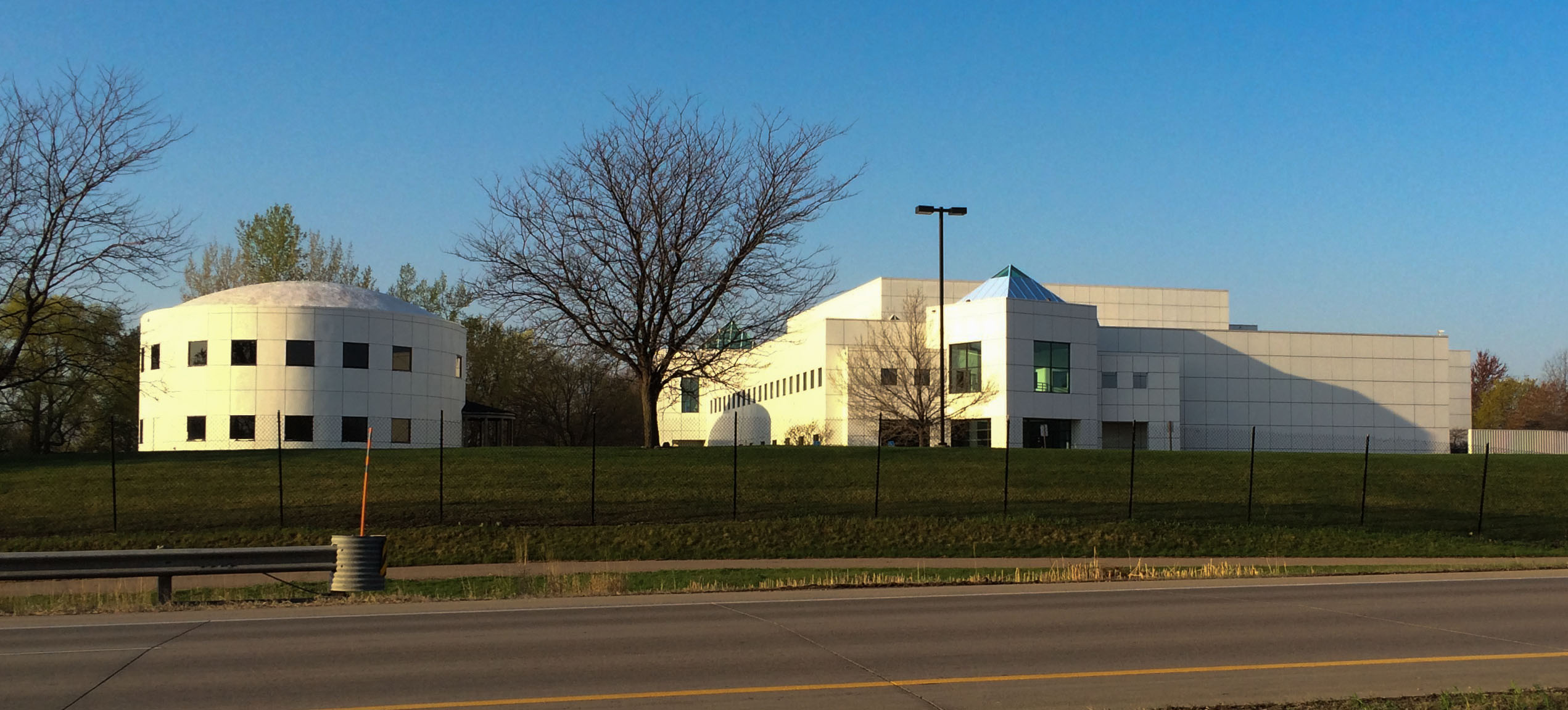
Paisley Park Studio en 2015.

Paisley Park Studios es un enorme complejo construido por el músico estadounidense Prince cerca de Minneapolis (Minnesota, EE. UU.). En un ascensor del estudio fue hallado muerto el 21 de abril de 2016.

## Estructura
Fue diseñado en 1985 por el arquitecto Bret Thoeny cuando tenía 23 años.
Entre sus funciones está la grabación, edición y montaje tanto de música como de vídeo. El estudio se inauguró en 1987 y en la actualidad es uno de los estudios más grandes del mundo.
Se dice que todas sus habitaciones tenían todos los elementos necesarios para grabar en ellas y que siempre había un músico "de guardia", de modo que no se perdiesen los momentos de inspiración de Prince.